# Лев II
Святий Лев II (лат. Leo; 17 вересня 682 — 28 червня 683, Рим) — вісімдесятий папа Римський.
Народився на Сицилії, син Павла. Обраний 10 січня 682 року, проте очікував згоди візантійського імператора. У ці часи тривали переговори між Римською церквою та Константинополем про скасування обов'язку сплати новообраним папою певної плати до імперської скарбниці.
Лев II підтвердив рішення Третього Константинопольського собору щодо засудження єресі монофелітів. Він оголосив анафему папі Гонорію I за те, що він не чинив перешкод поширенню цієї єресі. Під час його понтифікату припинились спроби архієпископів Равенни здобути незалежність від папського престолу. У часи нападів лангобардів Лев II перемістив мощі святих і мучеників з катакомб до римських церков. Помер у Римі.